# Eliessa Vanlangendonck
Eliessa Vanlangendonck (* 7. April 1997 in Boechout) ist eine belgische Tennisspielerin.

## Karriere
Vanlangendonck spielt größtenteils auf der ITF Women’s World Tennis Tour, auf der sie bisher vier Einzeltitel und neun Turniersiege im Doppel erringen konnte.
Sie spielte in der 2. Tennis-Bundesliga in der Saison 2019 für den Lintorfer Tennisclub.

## Turniersiege

### Einzel
| Nr. | Datum              | Turnier  | Kategorie | Belag     | Finalgegnerin           | Ergebnis         |
| --- | ------------------ | -------- | --------- | --------- | ----------------------- | ---------------- |
| 1.  | 18. Juli 2021      | Monastir | ITF W15   | Hartplatz | Tiphanie Fiquet         | 6:3, 6:4         |
| 2.  | 1. Januar 2023     | Monastir | ITF W15   | Hartplatz | Malak El Allami         | 6:1, 2:0 Aufgabe |
| 3.  | 11. August 2024    | Monastir | ITF W15   | Hartplatz | Hiromi Abe              | 6:2, 6:4         |
| 4.  | 22. September 2024 | Monastir | ITF W15   | Hartplatz | Sofía Cabezas Domínguez | 6:3, 6:1         |

### Doppel
| Nr. | Datum             | Turnier  | Kategorie   | Belag             | Partnerin              | Finalgegnerinnen                     | Ergebnis          |
| --- | ----------------- | -------- | ----------- | ----------------- | ---------------------- | ------------------------------------ | ----------------- |
| 1.  | 3. November 2018  | Monastir | ITF $15.000 | Hartplatz         | Tamara Čurović         | Jessie Aney Olivia Sonnekus-Williams | 6:0, 6:3          |
| 2.  | 4. Mai 2019       | Tbilisi  | ITF W15     | Hartplatz         | Melis Sezer            | Noelly Longi Nsimba Alina Silitsch   | kampflos          |
| 3.  | 1. Februar 2020   | Cancún   | ITF W15     | Hartplatz         | Verena Meliss          | Hind Abdelouahid Stacey Fung         | 6:2, 6:2          |
| 4.  | 10. Oktober 2020  | Monastir | ITF W15     | Hartplatz         | Yvonne Cavalle-Reimers | Bárbara Gatica Rebeca Pereira        | 6:4, 7:64         |
| 5.  | 6. März 2021      | Monastir | ITF W15     | Hartplatz         | Merel Hoedt            | Jacqueline Cabaj Awad Suzan Lamens   | 6:2, 2:6, [10:5]  |
| 6.  | 20. November 2021 | Monastir | ITF W15     | Hartplatz         | Gergana Topalowa       | Anouk Koevermans Lexie Stevens       | 6:1, 6:2          |
| 7.  | 11. Dezember 2021 | Monastir | ITF W15     | Hartplatz         | Akvilė Paražinskaitė   | Mihaela Đaković Angelica Raggi       | 6:3, 6:3          |
| 8.  | 20. März 2022     | Monastir | ITF W15     | Hartplatz         | Elena Milovanović      | Anri Nagata Kisa Yoshioka            | 6:4, 64:7, [10:3] |
| 9.  | 2. Dezember 2023  | Lousada  | ITF W25     | Hartplatz (Halle) | Stéphanie Visscher     | Kayla Cross Jelena Pridankina        | kampflos          |